# Ilha do Viana
Ilha do Viana (portugisiska: Ilha do Vianna) är en ö i Brasilien.   Den ligger i delstaten Rio de Janeiro, i den sydöstra delen av landet, 900 km sydost om huvudstaden Brasília.
Runt Ilha do Viana är det i huvudsak tätbebyggt. Runt Ilha do Viana är det mycket tätbefolkat, med 2 345 invånare per kvadratkilometer.